# 特罗吉尔
特罗吉尔（克罗地亚语：Trogir，意大利语、达尔马提亚语：Traù，拉丁语：Tragurium，希腊语：Tragurion）是克罗地亚的一座古城，亚德里亚海港口，2001年人口 13,322人。特罗吉尔古城座落在克罗地亚大陆和契奧沃島之间的一个小岛上。位在斯普利特以西27公里。
1997年，特罗吉尔历史中心被列入联合国教科文组织世界遗产名单。